# Арасламбаевский
Арасламба́евский — посёлок в Нагайбакском районе Челябинской области России. Входит в Нагайбакское сельское поселение.

## Название
С 2010 года предпринимаются попытки переименования посёлка в Арсламбаевский, но постановлением Правительства РФ это не подтверждается.

## География
Расположен рядом с рекой Солодянкой. Ближайший населённый пункт — посёлок Нагайбакский.

## Население
| 2002 | 2010 |
| ---- | ---- |
| 348  | ↘296 |

По данным Всероссийской переписи, в 2010 году численность населения посёлка составляла 296 человек (150 мужчин и 146 женщин).

## Улицы
Уличная сеть посёлка состоит из 5 улиц и 1 переулка.